# ورقة 100000 دولار أمريكي
ورقة 100000 دولار أمريكي هي فئة سابقة للدولار الأمريكي، أصدرت بين 18 ديسمبر 1934 و 9 يناير 1935 وهي مخصصة للاستخدام الفيدرالي لذلك لم تطرح للتداول. أصدرها مكتب النقش والطباعة بأمر من فرانكلين روزفلت لحل مشكلة اكتناز الذهب أثناء الكساد الكبير. يظهر على وجه العملة صورة الرئيس وودرو ويلسون وعلى ظهرها 100000 دولار. صدق الكونغرس الأمريكي في عام 1934 على الأمر التنفيذي رقم 6102 الذي وقعه الرئيس روزفلت.
طبع ما يقرب من 42,000 نسخة من ورقة 100000 دولار أمريكي. أتلفت العديد من ورقة 100000 دولار أمريكي في السنوات التي أعقبت إصدارها ولن يتبقى إلا القليل منها في حيازة الحكومة الفيدرالية للولايات المتحدة. ورقة 100000 دولار أمريكي غير قانونية بسبب قيمتها الكبيرة واللوائح المعلنة عند التوقيع عليها. ولا يجوز استخدام الورقة خارج نطاق الحكومة الفيدرالية، إلا للأغراض التعليمية خاصة في المتاحف. يمتلك متحف سميثسونيان ورقتان من مائة ألف دولار.

## التصميم

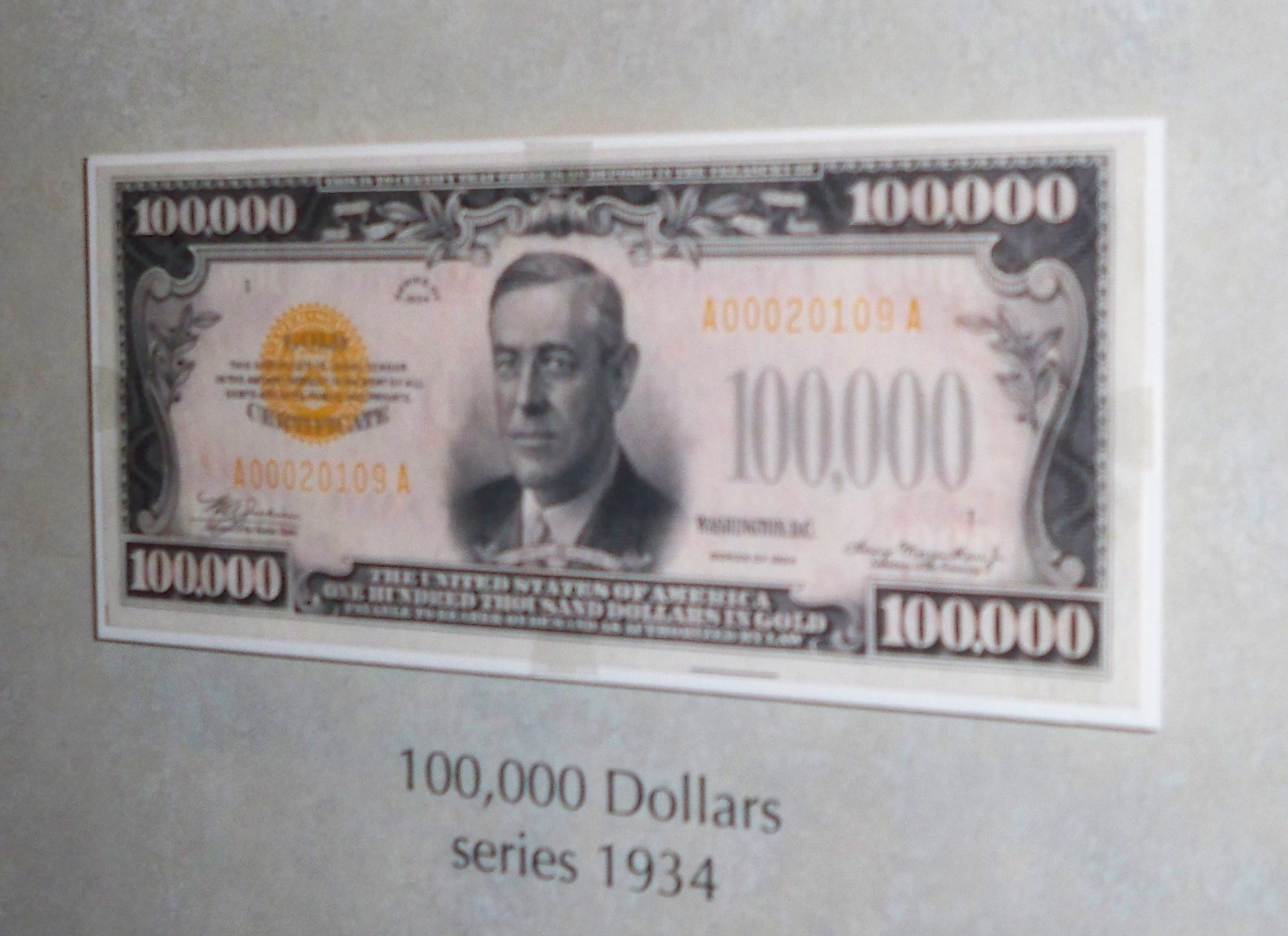
ورقة 100,000 دولار أمريكي في متحف سميثسونيان الوطني للتاريخ الأمريكي في عام 2009.

على وجه 100000 دولار صورة الرئيس وودرو ويلسون، بالإضافة إلى عبارة وهذا للتأكيد على وجود إيداع في خزينة ادولة في الجزء العلوي من الورقة النقدية والولايات المتحدة الأمريكية... مائة ألف دولار ذهباً تدفع لحاملها عند الطلب حسبما يسمح به القانون وتعتبر هذه الورقة قانونية بمبلغها لسداد كافة الديون والمستحقات العامة والخاصة. على الوجه أيضًا كلمات Washington D.C. بخط غامق. على الوجه الخلفي حبرًا برتقاليًا عليه "100000" كبيرة أمام علامة الدولار.
ورقة 100000 دولار جزءًا من سلسلة الشهادات الذهبية لعام 1934، والتي تشتمل أيضًا على 100 دولار و1000 دولار أمريكي و10000 دولار أمريكي.